# Pizzo Bianco (Alpy Pennińskie)
Pizzo Bianco – szczyt w Alpach Pennińskich, części Alp Zachodnich. Leży w północnych Włoszech w regionie Piemont, blisko granicy ze Szwajcarią. Należy do masywu Monte Rosa. Szczyt można zdobyć ze schroniska Rifugio Zamboni-Zappa (2070 m).
Pierwszego odnotowanego wejścia dokonał Horace Benedict De Saussure z synem w 1789 r.